# Walter W-III
Walter W-III byl letecký motor vyráběný československou automobilkou Walter v letech 1923 až 1924. Jednalo se o licenci německého motoru BMW IIIa (1917, konstruktér ing. Max Friz), který byl ve značných počtech vyráběn na samém sklonku 1. světové války firmou Bayerische Motorenwerke GmbH (BMW) sídlící v Mnichově. Tento motor je známý především díky tomu, že poháněl stíhačku Fokker D.VIIF a D.VIII (1918) a také Junkersy J 10 (1918) a F 13 (1919).

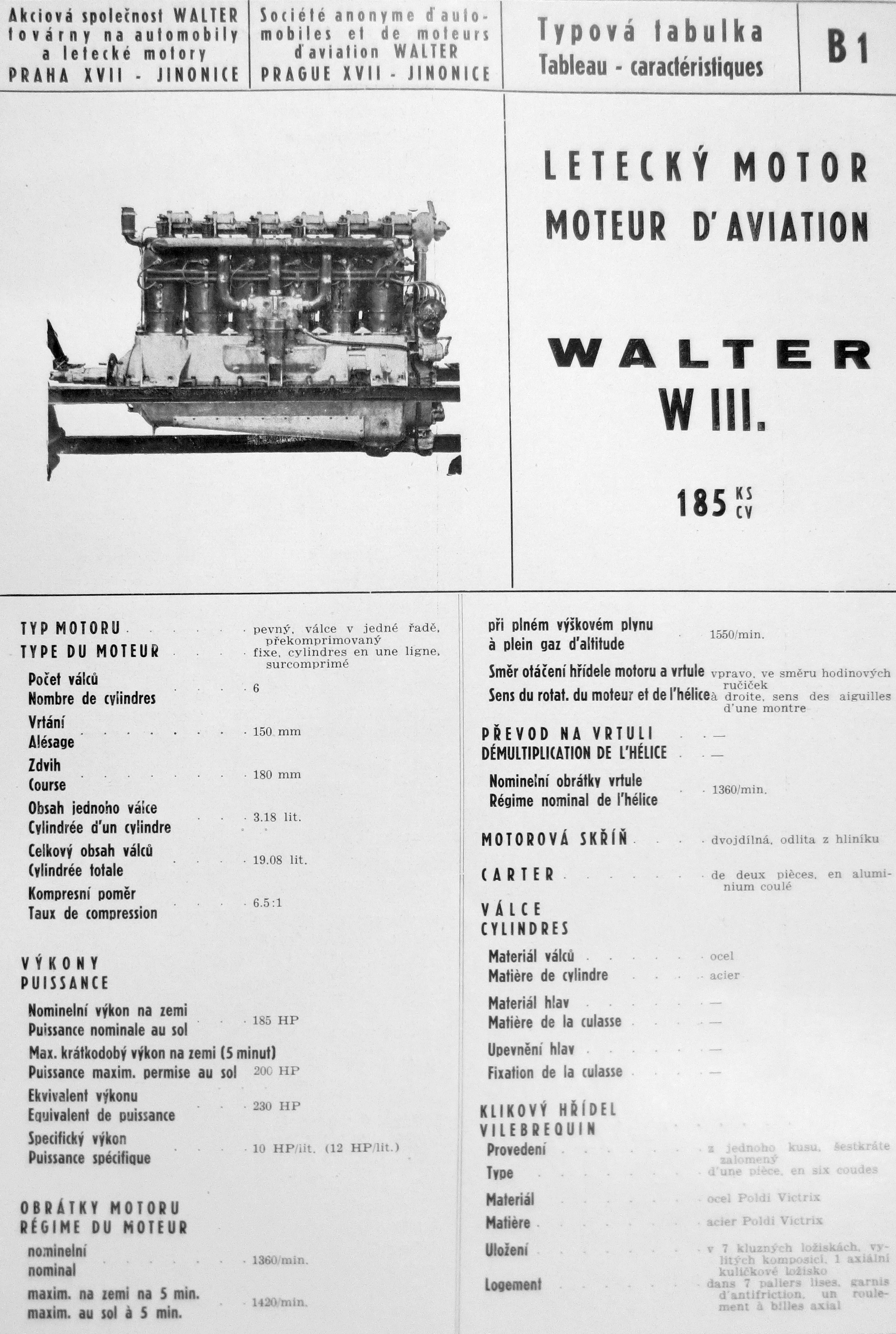
Walter W-III, typový list B1, s. 1

## Vznik a vývoj
V roce 1923 byla v továrně Walter zahájena výroba leteckých motorů. Byl to licenční motor německé továrny BMW v Mnichově. Šlo patrně o nejlepší konstrukci leteckého motoru, který byl v Německu k dispozici na sklonku První světové války s výbornými výškovými vlastnostmi, ovšem pokulhávající za výkony motorů, které měli k dispozici letečtí konstruktéři na straně Trojdohody, kde nejvýkonnější dostupné letecké motory dosahovaly v letech 1917–1918 výkonů až 300–400 koní. Zajímavé je, že přejímačem těchto motorů BMW IIIa pro rakousko-uherskou armádu v námořním arzenálu v Pule a v továrně Bayerische Motorenwerke v Mnichově byl Ing. František Barvitius, pozdější hlavní konstruktér a technický ředitel Walter.
Po válce podle versailleské smlouvy nesměly německé firmy vyrábět letadlové motory. BMW hledala možnost výroby těchto motorů v cizině. Proto v roce 1921 uvítala, když s ní čs. ministerstvo obrany (MNO) zahájilo na doporučení ing. Barvitia vážná jednání o nákupu licence. Na objednávku BMW jinonická továrna potom vyrobila 100 pístů (z vlastní hliníkové slitiny) pro jejich vyzkoušení a pozdější zavedení na existující motory. Na přejímku z pověření firmy BMW dohlížel ing. Barvitius, zaměstnaný ještě jako vedoucí provozu Leteckého arsenálu (1922-3). V té době již jednání o licenci natolik pokročila, že se ozvali další zájemci o možnou licenční výrobu (Škodovy závody Plzeň, Laurin & Klement z Mladé Boleslavi a Breitfeld-Daněk z Prahy Karlína. Všechny tři firmy vytvářely na MNO silný nátlak ve snaze získat očekávané vojenské dodávky pro sebe. Jednou z největších překážek uzavření zpracované smlouvy mezi BMW a MNO byl požadavek mnichovské firmy, aby výrobu motorů BMW IIIa a BMW IV, na které se licenční smlouva rovněž vztahovala, byla svěřena firmě Walter, pro kterou měla BMW nejlepší reference, jak z nedávných dodávek pístů, tak z válečné výroby stacionárních motorů Daimler. V průběhu zavádění licenční výroby obou motorů byl kpt. ing. Barvitius zaměstnán u Waltra pouze jako externista. Po krátké době Vítězslav Kumpera ing. Barvitia přemluvil, aby z armády odešel a stal se zaměstnancem stálým. Jak se brzy ukázalo, bylo to oboustranně rozhodnutí šťastné a výhodné.
Motorů Walter W-III bylo vyrobeno pouhých 20 kusů, většina požadovaných a použitých motorů v Československu typu BMW IIIa byla získána koupí v zahraničí (mnohdy z poněkud pochybných zdrojů a poněkud pokoutními cestami). Firma Walter se později ve třídě nejvýkonnějších leteckých motorů (rozuměno na úrovni výkonů poloviny 20. let 20. století) zaměřila na stavbu licenčních motorů BMW IV, které firma vyráběla jako Walter W-IV. Licenci na výrobu těchto motorů (W-III a W-IV) zakoupilo Ministerstvo národní obrany a předalo ji továrně Walter, která po úpravách tyto motory vyráběla.

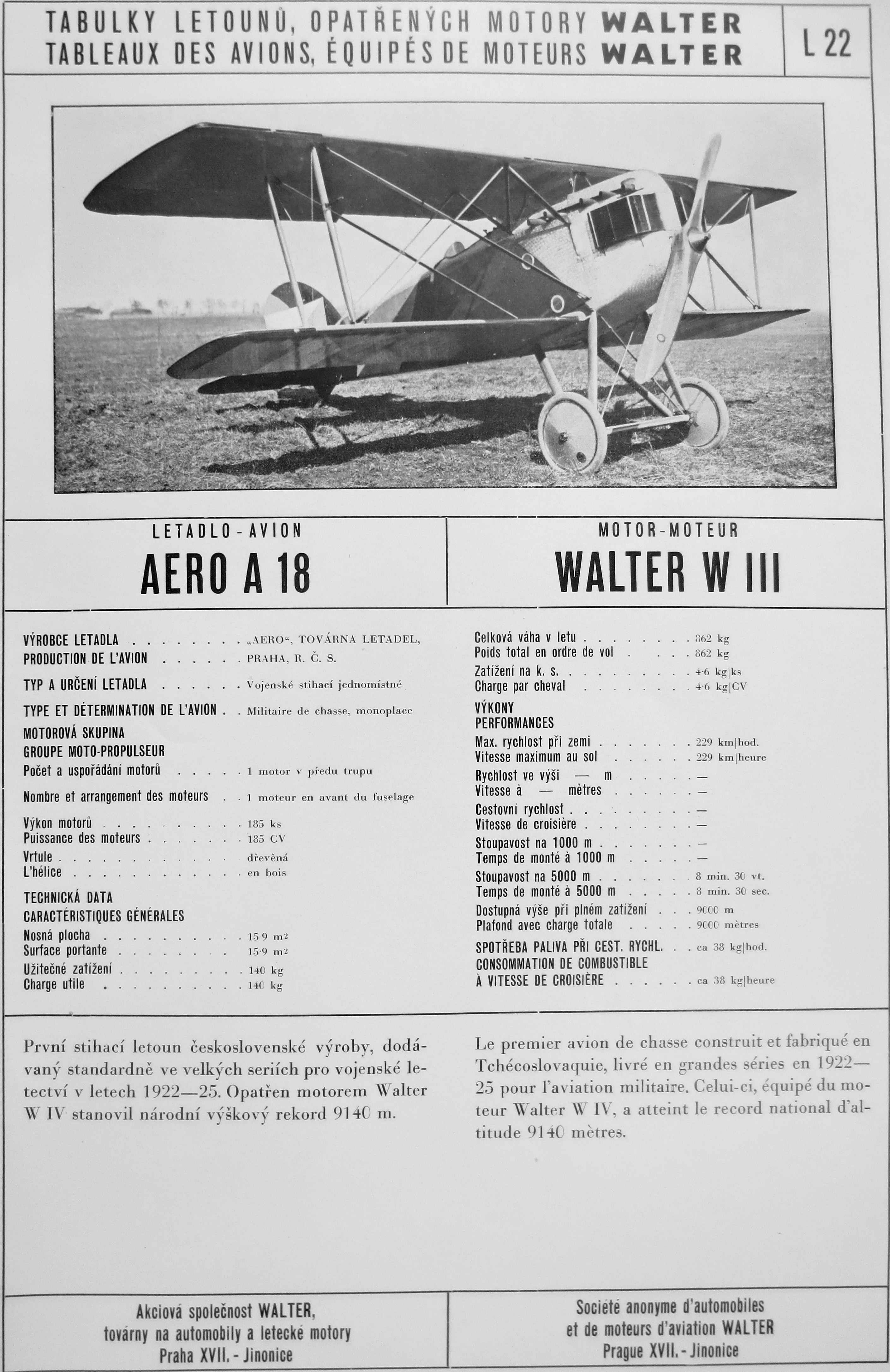
Aero A-18 a Walter W-III (1923)

## Popis motoru
Walter W-III byl výškový motor, tzv. překomprimovaný a předimenzovaný (tedy s kompresním poměrem vyšším než jaký při provozu dovolovala odolnost použitého paliva proti detonačnímu spalování a s větším zdvihovým objemem, než by byl třeba při běžně dosahovaných hodnotách středního efektivního tlaku a střední pístové rychlosti k dosažení požadovaného výkonu; motor potom sice nebyl v nižších letových hladinách schopen pracovat na „plný plyn“, ale na druhou stranu si udržoval výkon do větší výšky, než je možné u běžně koncipovaného motoru s atmosférickým plněním). Motor byl vybaven speciálním karburátorem, který umožňoval přizpůsobení sytosti směsi příslušné výšce letu, a pilot tedy reguloval výkon motoru dvěma plynovými pákami, normální plynovou pákou (pro „škrcený“ výkon v nižších letových hladinách) a pákou tzv. výškového plynu, kterou mohl používat teprve od nadmořské výšky kolem 2000 metrů — v této výšce již nehrozilo poškození motoru ani při plné, „neškrcené“, dodávce palivové směsi do válců.
Walter W-III byl šestiválcový řadový motor s ocelovými válci, z nichž každý měl navařen plechový vodní, chladicí plášť.  Při vrtání 150 mm a zdvihu 180 mm měl motor zdvihový objem 19 085 cm³. Motorová skříň byla dvoudílná, odlita z hliníkové slitiny a byla chlazena vodou při max. teplotě výstupní vody 60-75°C. Ve spodní části motorové skříně byla uložena vodní pumpa, která byla poháněna svislým hřídelem od zalomeného hřídele. Stejným hřídelem byla poháněna i olejová pumpa pracující s nominálním tlakem oleje 1,2-1,5 kg/cm² (1177-1471 hPa). Válce byly ocelové a písty z hliníkové slitiny. Z chromniklové oceli Poldi Victrix byla kliková hřídel, která byla uložena 7 kluzných ložiscích vylitých kompozicí a v jednom axiálním, kuličkovém ložisku. Dutá ojnice kruhového průřezu byla rovněž z oceli Poldi Victrix. Pohon ventilů (2 na válec) zajišťoval vačkový hřídel umístěný nad válci a vahadélka. Vedení ventilů (1 sací, 1 výfukový) z odkovků bylo rovněž na válce přivařeno. Vačkový hřídel byl poháněn svislým hřídelem a dvěma páry kuželových kol od zadního konce klikového hřídele.Elektromagnetické zapalování bylo typu Bosch nebo Scintilla, v každém válci byly umístěny dvě zapalovací svíčky. Řízení předstihu ruční.

## Použití
Krátce po odjetí typové, homologační zkoušky byl s motorem W300 (v letounu Aero A-18b) vytvořen československý rychlostní rekord 230 km/h, když jej pilotoval Josef Novák.
Motory Walter W-III (od roku 1924) byly montovány do řady letounů vyráběných v Československu, mj. Aero Ae-04, Aero A-18, Aero A-25, Aero A-26, Avia BH-3 a Letov Š-3, ve kterých nahrazovaly původní motory BMW-IIIa.

## Specifikace
Data dle

### Technické údaje
- Typ: čtyřdobý zážehový vodou chlazený stojatý řadový šestiválec, s přímým náhonem vrtule
- Vrtání válce: 150 mm
- Zdvih pístu: 180 mm
- Celková plocha pístů: 1060 cm²
- Zdvihový objem motoru: 19 085 cm³
- Délka motoru: 1573 mm
- Výška motoru: 1117 mm
- Šířka motoru: 500 mm
- Hmotnost suchého motoru s nábojem vrtule a příslušenstvím(tj. bez provozních náplní): 286 kg

### Součásti
- Rozvod: ventilový, OHC
- Karburátor: Walter Special
- Předepsané palivo: směs benzínu a tech. benzolu v poměru 50÷50
- Zapalování: dvěma magnety Bosch ZH6 nebo Scintilla AG 6
- Mazání: tlakové, oběžné s jednou tlakovou, pístovou pumpou
- Pohon: dvoulistá dřevěná vrtule s převodem 1:1
- Chlazení: vodou

### Výkony
- Výkony:
  - nominální, jmenovitý: 185 k (136,1 kW) při 1360 ot/min
  - krátkodobý maximální: 200 k (147,1 kW) při 1420 ot/min
- Kompresní poměr: 6,5:1
- Spotřeba paliva: 230 g·h−1·k−1 / 313 g·h−1·kW−1
- Spotřeba oleje: 16 g·h−1·k−1 / 21,8 g·h−1·kW−1
- Specifický výkon: 10 k/l (7,4 kW/l)
- Specifická hmotnost: 1,25 kg/k (1,7 kg/kW)